# Вънде Челепиев
Вънде Стоянов Челепиев (на гръцки: Βάνδος Τσελέπης του Στογιάννου), известен като капитан Васил (Καπετάν Βασίλειος), е македонски гъркоманин, деец на гръцката въоръжена пропаганда в Македония.

## Биография
Вънде Челепиев е роден в мъгленското село Лесково, тогава в Османската империя. Баща му Стоян Челепиев е ръководител на местните гъркомани и е организатор на убийството на Стоян Гьошев, брат на войводата Въндо Гьошев, заради което е ликвидиран посред бял ден.
Вънде Челепиев се присъединява към гръцката пропаганда в борбата ѝ с българските чети на ВМОРО. Подпомага четата на Михаил Мораитис (Кодрос). Оглавява собствена чета, която подпомага тази на офицера Христос Карапанос и действа в Мъглен, в района на Паяк и в Гевгелийско, както и четата на Гоно Пелтека.
При избухването на Балканската война в 1912 година Вънде Челепиев подпомага с четата си гръцката армия като разузнавателна единица от Сарандапоро до Гевгели. Участва в Междусъюзническата война.
След войните се замогва много и започва да тормози местните българи.